# Ciguñuela
Ciguñuela est une commune de la province de Valladolid dans la communauté autonome de Castille-et-León en Espagne.

## Sites et patrimoine

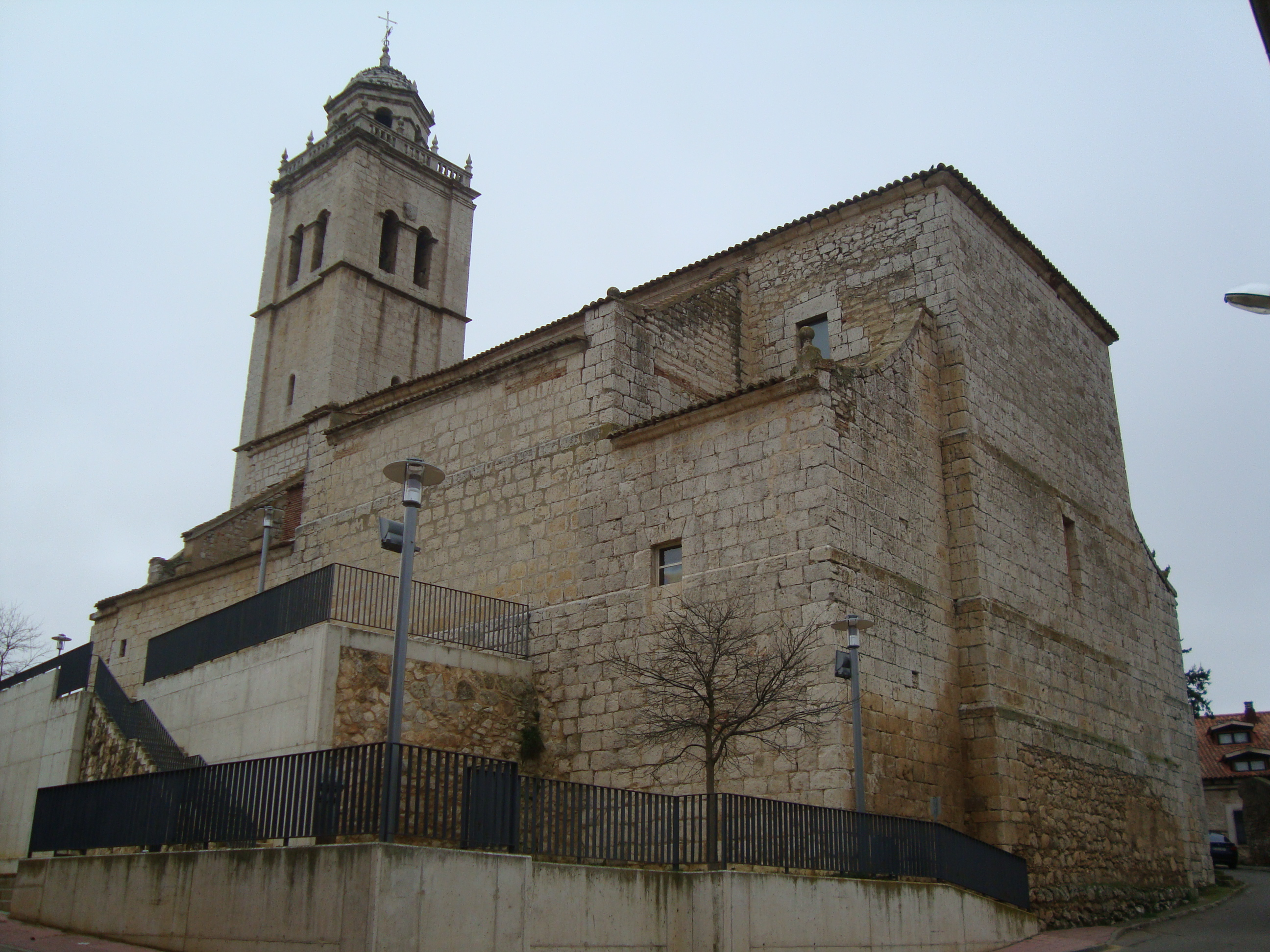
Église San Ginés.
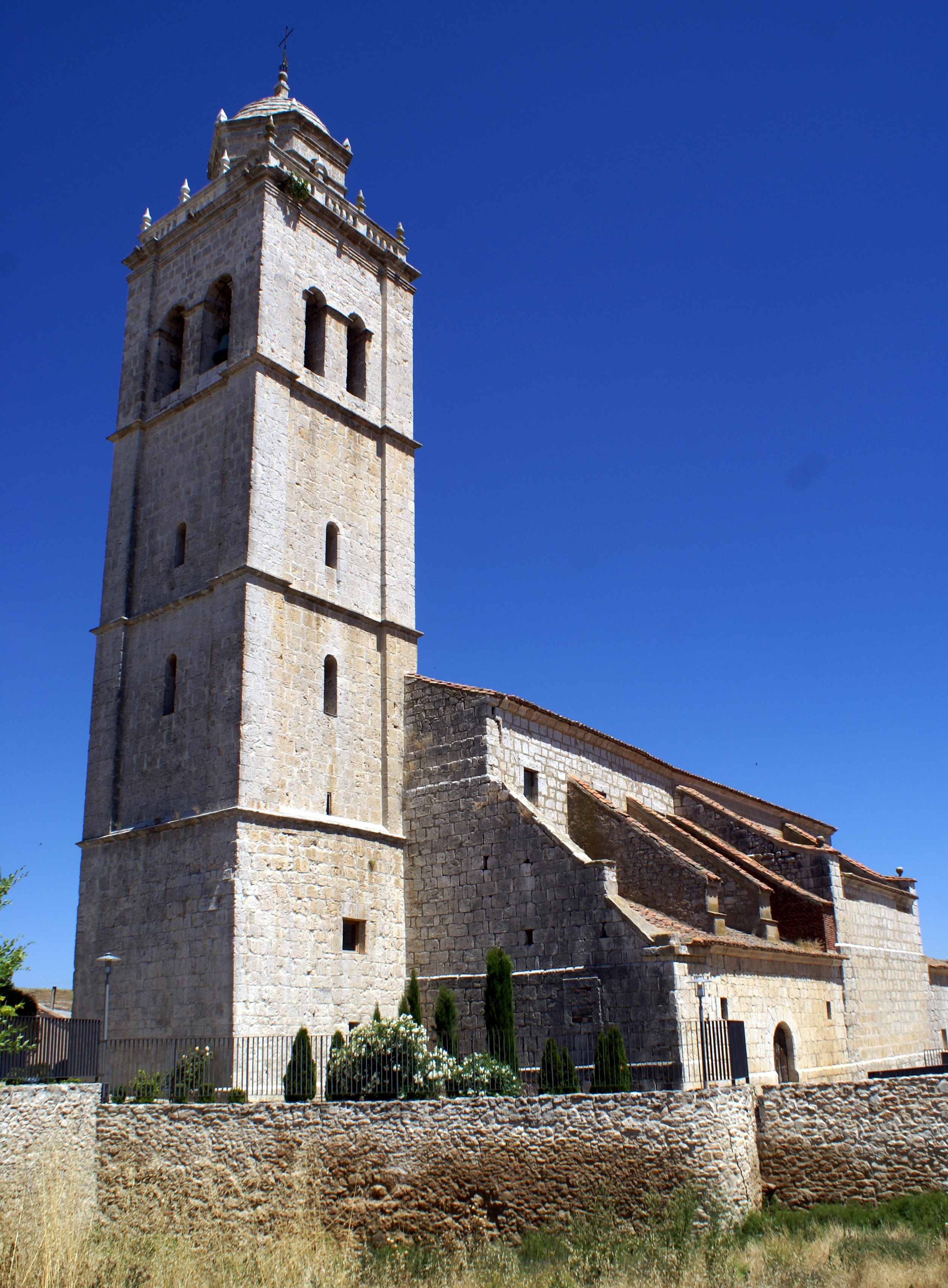
Église San Ginés.
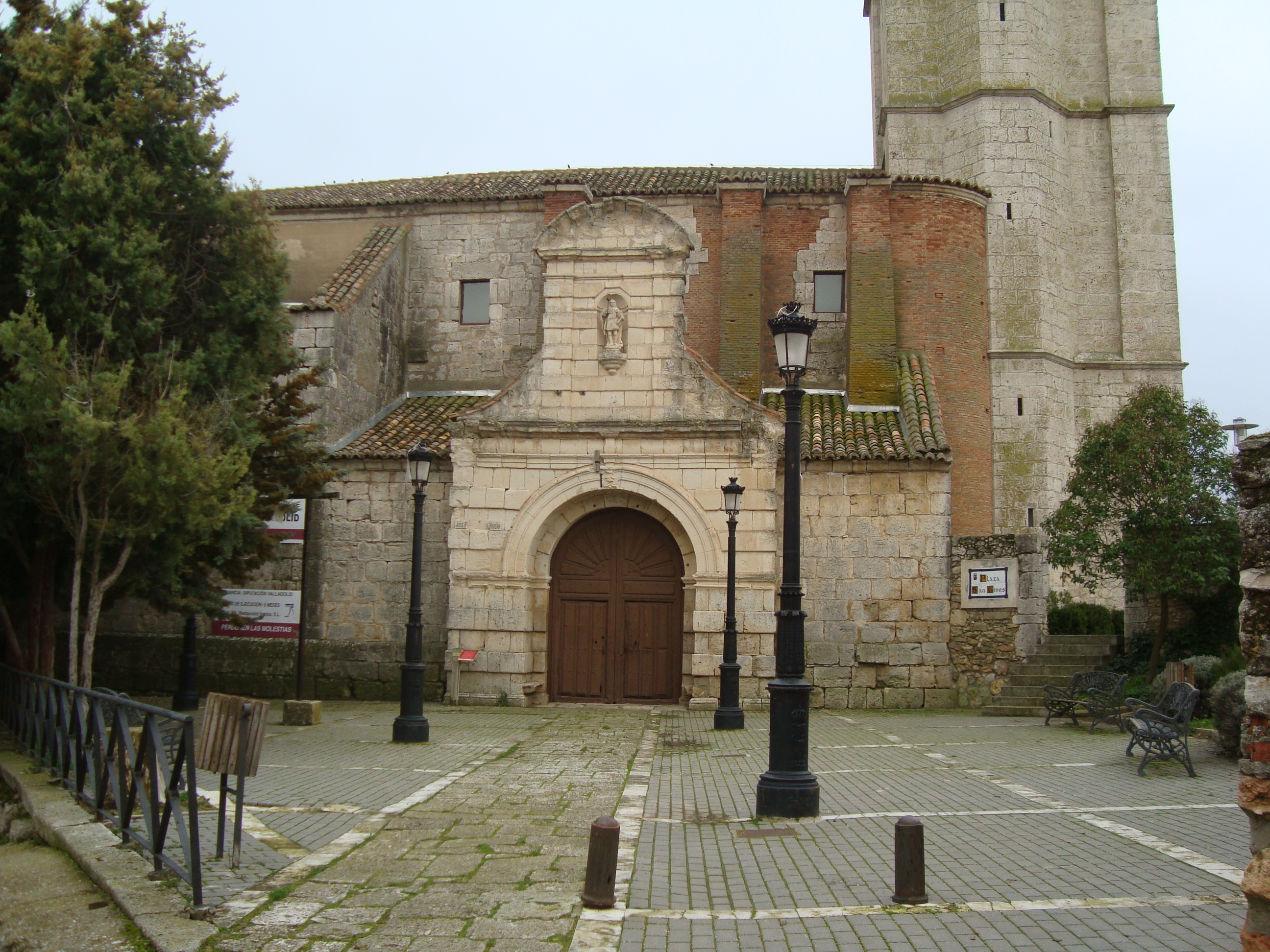
Église San Ginés.
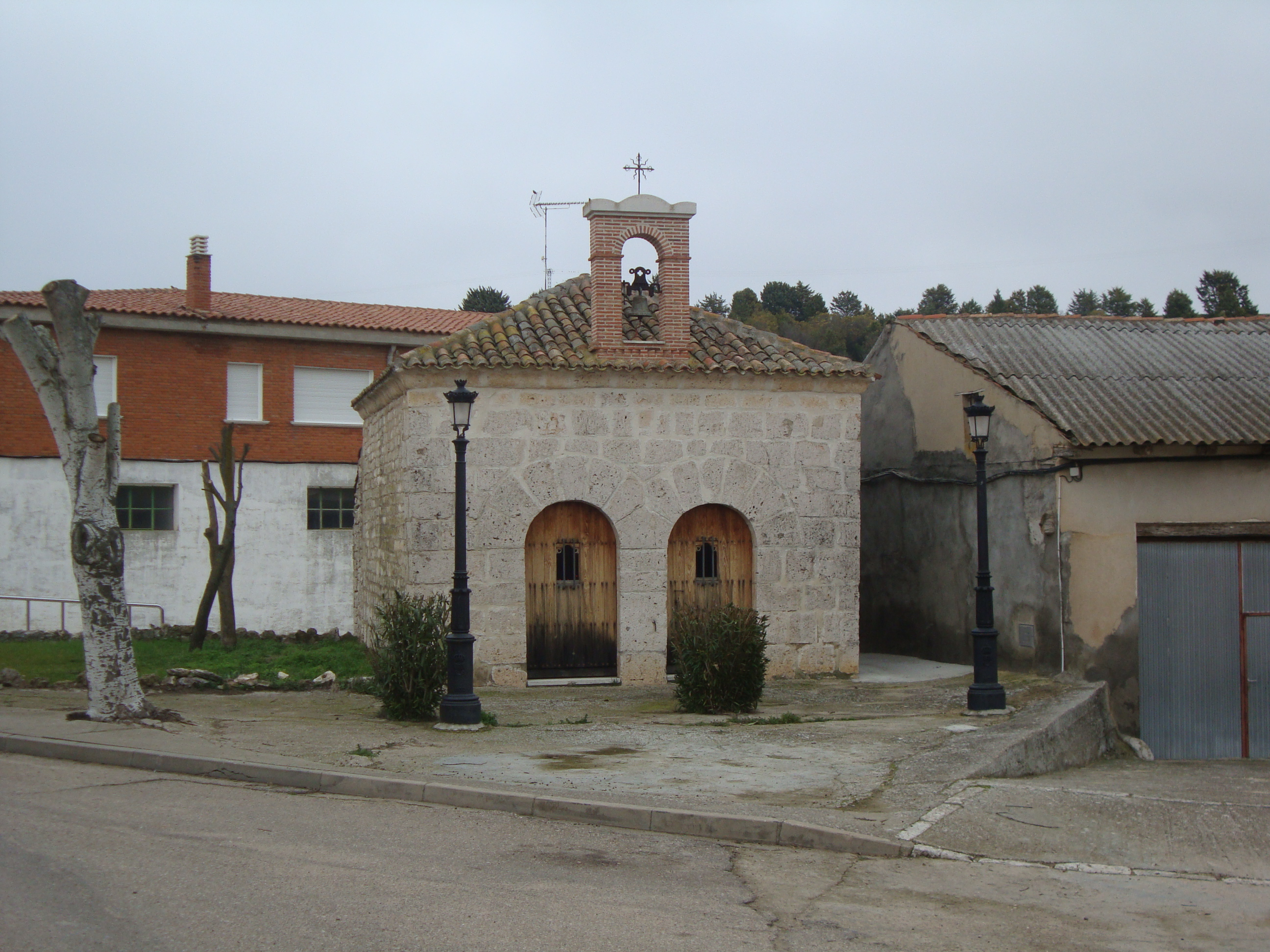
Chapelle de Ciguñuela.

- Église San Ginés.
- Église San Ginés.
- Église San Ginés.
- Chapelle de Ciguñuela.

## Personnalités liées à la commune
- Dióscoro Galindo González (1877-1936), professeur espagnol assassiné par les nationalistes avec le poète Federico García Lorca durant la guerre d'Espagne[1].